# Smerno krmilo
Smerno krmilo ("rudder") je naprava, ki se uporablja za krmiljenje po smeri. Uporablja se na ladjah, podmornicah, hoverkraftih,  letalih in drugih zrakoplovih.

## Letalo
Smerno krmilo se po navadi upravlja z nožnimi pedali. Za koordiniran zavoj se hkrati uporablja krmilno palico (ki s pomočjo krilc nagne letalo) in pedala, ki premikajo smerno krmilo. Na večjih potniških letal se po navadi uporablja samo krmilno palico, smerno krmilo avtomatsko upravlja računalnik. Obstajajo tudi letala, npr. leteče krilo, ki nimajo vertikalnega repa, pri tem se usmerjanje doseže z drugimi rešitvami. 
Smerno krmilo se uporablja tudi za kompenziranje zaradi bočnega vetra pri vzletu ali pristanku. Na večmotornih letalih, če pride do enega odpovedi motorja, mora smerno krmilo zagotavljati potrebno krmarljivost. Odpoved enega motorja povzroči nesimetrijo potiska, ta efekt je večji pri letalih s podkrilnimi motorji npr. A320. Na letalih z repnimi motorji npr. DC-9 je ta efekt manjši, ker sta motorja nameščena bolj skupaj in je ročica manjša. Tako imajo letala z repnimi motorji precej manjše vertikalne repe.
Na helikopterjih, ki imajo repni rotor se krmiljenje po smeri doseže s spreminanjem vpadnega kota listov na repnem rotorju.

## Letalske krmilne površine
- Krilca
- Višinsko krmilo

## Bibligrafija
- Fairbank, John King and Merle Goldman (1992). China: A New History; Second Enlarged Edition (2006). Cambridge: MA; London: The Belknap Press of Harvard University Press. ISBN 0-674-01828-1
- Needham, Joseph (1986). Science and Civilization in China: Volume 4, Physics and Physical Technology, Part 3, Civil Engineering and Nautics. Taipei: Caves Books Ltd.